# Citrullinemia
La   citrullinemia  è  un disordine recessivo autosomico che induce l'ammoniaca ed altre sostanze tossiche ad accumularsi nel sangue.

## Tipologia
Due forme di citrullinemia sono state descritte in campo medico:
- Tipo I, diventa solitamente evidente nei giorni primissimi di vita della persona. Gli infanti affetti sembrano tipicamente normali alla nascita, ma mentre l'ammoniaca si accumula nel corpo sviluppano una mancanza di energia (letargia), di povera alimentazione, di vomito, di grippaggi e di perdita della coscienza. In questa tipologia le mutazioni del gene ASS riducono l'attività dell'enzima, provocando un'alterazione della produzione di azoto, la parte eccedente, sotto forma d'ammoniaca ed altri sottoprodotti si accumulano nella circolazione sanguigna.
- Tipo II, compare solitamente durante l'età adulta e principalmente interessa il sistema nervoso. I segni clinici sono innescati da determinati farmaci o dalle infezioni.

## Sintomatologia
I sintomi  e i segni clinici sono costituiti da vomito, diarrea, tremore, insonnia, enuresi, sudorazione, allucinazioni e ritardo mentale.

## Eziologia
Tale anomalia viene causata da un'alterazione dell'argininosuccinato sintasi (ASS) che comporta un'eccessiva presenza di citrullina nel siero. Entrambe lo forme si poggiano su un'eziologia genetica.

## Cause di morte
Tale anomalia può portare alla morte del soggetto.

## Terapie
Una dieta equilibrata da sola può avere effetti positivi su tale anomalia, la somministrazione del benzoato di sodio (375 mg al giorno) riduce i livelli di arginina.